# Rubia clematidifolia
Rubia clematidifolia är en måreväxtart som beskrevs av Carl Ludwig von Blume och Joseph Decaisne. Rubia clematidifolia ingår i släktet krappar, och familjen måreväxter.
Artens utbredningsområde är Java. Inga underarter finns listade i Catalogue of Life.